# Namp'o
Namp'o (남포특별시?, 南浦特別市?, Namp'o-t'ŭkpyŏlsiLR; anticamente Jinnamp'o) è una città della Corea del Nord di 983 660 abitanti.

## Geografia
Namp'o è una città portuale che s'affaccia sulla baia di Corea, alla foce del fiume Taedong, 50 km a sud-ovest della capitale Pyongyang. Di fatto è il porto commerciale di Pyongyang, il più grande della Corea del Nord, e la seconda città del Paese per numero di abitanti.
Amministrativamente Namp'o è stata elevata a capoluogo nel 1979, staccandosi dalla provincia del Pyongan Meridionale. Successivamente è tornata a far parte della provincia del Pyongan Meridionale nel 2004 e ciò fino al 2010, quando è stata fatta città direttamente amministrata, al pari di Pyongyang e Rasŏn.
A Namp'o ha sede la squadra di calcio April 25 Sports Group, così come la Pyeonghwa Motors.